# Crocidura voi
Crocidura voi är en däggdjursart som beskrevs av Wilfred Hudson Osgood 1910. Crocidura voi ingår i släktet Crocidura och familjen näbbmöss. IUCN kategoriserar arten globalt som livskraftig. Inga underarter finns listade i Catalogue of Life.
Denna näbbmus förekommer i Afrika i ett bredare band av torra savanner som sträcker sig från Mali och Burkina Faso i väst till Kenya och Somalia i öst. I öst lever arten i kustlandskap.
Arten blir 75 till 89 mm lång (huvud och bål) och har en 34 till 53 mm lång svans. Bakfötterna är 12 till 14 mm långa och öronen är 10 till 12 mm stora. Håren som bildar pälsen på ovansidan är gråa nära roten och sedan kanelbruna vad som ger en kanelbrun till gråbrun pälsfärg. Färgen ändras mot buken till gulgrå och sedan ljusgrå. Den medellånga svansen är ganska bred.